# Coupe d'Asie du Sud de football 2005
Navigation
Bangladesh 2003 Maldives/Sri Lanka 2008
La Coupe d'Asie du Sud de football 2005 est la 6e édition de la compétition de football opposant les équipes des pays et territoires situés en Asie du Sud. Elle est organisée par la Fédération d'Asie du Sud de football (SAFF).
Comme pour les éditions précédentes, les 8 nations membres de la SAFF participent à la compétition. Un premier tour voit les équipes réparties en 2 poules de 4, où chacun affronte une fois ses adversaires. Les 2 premiers de chaque poule sont qualifiés pour la phase finale, disputée en demi-finales et finale.
C'est l'Inde qui remporte la compétition pour la quatrième fois en battant le tenant du titre, le Bangladesh.

## Équipes participantes
| - Bangladesh - Maldives - Inde - Sri Lanka - Pakistan (Pays organisateur) - Bhoutan - Népal - Afghanistan |

## Compétition

### Groupe A
| Classement final |             |     |   |   |   |   |    |    |      |
|                  | Équipe      | Pts | J | G | N | P | BP | BC | Diff |
| 1                | Maldives    | 7   | 3 | 2 | 1 | 0 | 11 | 1  | +10  |
| 2                | Pakistan    | 7   | 3 | 2 | 1 | 0 | 2  | 0  | +2   |
| 3                | Afghanistan | 3   | 3 | 1 | 0 | 2 | 3  | 11 | -8   |
| 4                | Sri Lanka   | 0   | 3 | 0 | 0 | 3 | 1  | 5  | -4   |

| 7 décembre  | Pakistan    | 1 | 0 | Sri Lanka   |
|             | Maldives    | 9 | 1 | Afghanistan |
| 9 décembre  | Maldives    | 2 | 0 | Sri Lanka   |
|             | Pakistan    | 1 | 0 | Afghanistan |
| 11 décembre | Afghanistan | 2 | 1 | Sri Lanka   |
|             | Maldives    | 0 | 0 | Pakistan    |

### Groupe B
| Classement final |            |     |   |   |   |   |    |    |      |
|                  | Équipe     | Pts | J | G | N | P | BP | BC | Diff |
| 1                | Bangladesh | 7   | 3 | 2 | 1 | 0 | 6  | 1  | +5   |
| 2                | Inde       | 7   | 3 | 2 | 1 | 0 | 6  | 2  | +4   |
| 3                | Népal      | 3   | 3 | 1 | 0 | 2 | 4  | 5  | -1   |
| 4                | Bhoutan    | 0   | 3 | 0 | 0 | 3 | 1  | 9  | -8   |

| 8 décembre  | Bangladesh | 3 | 0 | Bhoutan |
|             | Inde       | 2 | 1 | Népal   |
| 10 décembre | Bangladesh | 2 | 0 | Népal   |
|             | Inde       | 3 | 0 | Bhoutan |
| 12 décembre | Népal      | 3 | 1 | Bhoutan |
|             | Bangladesh | 1 | 1 | Inde    |

### Tableau final
|  | Demi-finales | Demi-finales |      |   | Finale | Finale |
|  | Demi-finales | Demi-finales |      |   | Finale | Finale |
|  |              |              |      |   |        |        |
|  |              |              |      |   |        |        |
|  |              |              |      |   |        |        |
|  | Maldives     | 0            |      |   |        |        |
|  | Maldives     | 0            |      |   |        |        |
|  | Inde         | 1            |      |   |        |        |
|  | Inde         | 1            | Inde | 2 |        |        |
|  |              |              | Inde | 2 |        |        |
|  |              | Bangladesh   | 0    |   |        |        |
|  | Bangladesh   | Bangladesh   | 0    | 1 |        |        |
|  | Bangladesh   |              |      | 1 |        |        |
|  | Pakistan     | 0            |      |   |        |        |
|  | Pakistan     | 0            |      |   |        |        |

#### Demi-finales
| 14 décembre 2005 | Inde        | 1 - 0 | Maldives | Jinaah Stadium, Islamabad |
|                  | N.Manju 38e |       |          |                           |

| 14 décembre 2005 | Bangladesh       | 1 - 0 | Pakistan | Jinaah Stadium, Islamabad |
|                  | Sujan 44e (pen.) |       |          |                           |

#### Finale
| 17 décembre 2005 | Inde                   | 2 - 0 | Bangladesh | Jinaah Stadium, Islamabad |
|                  | Wadoo 33e · Bhutia 81e |       |            |                           |

| Coupe d'Asie du Sud 2005 Vainqueur Inde 4e titre |